# Santa Ana (Californien)
Santa Ana er en amerikansk by og administrativt centrum i det amerikanske county Orange County, i staten Californien. Byen har 310.227(2020) indbyggere.

## Ekstern henvisning
- Wikimedia Commons har flere filer relateret til Santa Ana (Californien)
- Santa Anas hjemmeside (engelsk)

33°44′27″N 117°52′53″V / 33.7408°N 117.8814°V